# Rue Gresset (Nantes)
Pour l’article homonyme, voir Rue Gresset.
La rue Gresset est une rue de Nantes, en France.

## Situation et accès
La rue Gresset est située dans le centre-ville de Nantes, dans le quartier Graslin. Elle fait partie de l'axe entre la place Graslin et la place René-Bouhier (ancien « quartier des Entrepôts »). C'est une voie en ligne droite, bitumée, ouverte à la circulation automobile, s'étendant de la rue Voltaire à la rue des Cadeniers, dans le prolongement de la rue de Bréa.

## Origine du nom
Elle porte le nom du poète Jean-Baptiste-Louis Gresset (1709-1777).

## Historique
La création de la voie entre dans le projet d'urbanisme lancé par Jean-Joseph-Louis Graslin, et dont les architectes sont Jean-Baptiste Ceineray puis Mathurin Crucy. Ce projet s'articule autour de la place Graslin et du cours Cambronne ; la rue Gresset borde les immeubles constituant le côté nord de ce cours.
En 1787, la voie s'appelle « rue Saint-François ».
La voie apparaît dans des écrits de 1792, où elle est signalée en projet. Son tracé se fait progressivement : un document de 1832 signale qu'un monticule de rochers perturbe son usage. En 1839, son côté nord, en face des bâtiments classés, fait l'objet d'un alignement. Elle prend son nom actuel en 1818. La rue est prolongée en 1846. Elle va alors de la rue des Cadeniers jusqu'à la rue de Flandres.
Sous le Second Empire, la rue Gresset fait partie des rues où se concentrent les négociants-armateurs.
La compagnie des Voiliers Nantais, compagnie maritime créée le 30 juin 1894, installe à cette date son siège au no 3 de la rue Gresset.
Émile Souvestre (1806-1854), avocat, journaliste et écrivain français, a habité dans la rue Gresset en 1829. Louis Bureau (1847-1836), médecin et zoologiste, directeur du muséum d'histoire naturelle de Nantes de 1882 à 1919, demeurait au no 15 à la fin de sa vie.
Le 9 janvier 1929, la première boîte postale de l'« Aéro-club de l'Atlantique » est installée dans la rue. De dimensions modestes et de couleur jaune, elle est fixée sur le mur de l'immeuble situé au no 10, et le courrier qui est déposé est destiné à être acheminé par l'Aéropostale.

## Bâtiments remarquables et lieux de mémoire
L'ensemble des façades et toitures des bâtiments donnant sur le cours Cambronne, sur le côté des numéros impairs de la rue, est inscrit au titre des monuments historiques depuis le 10 août 1949,,,,,,,.

Immeubles inscrits au titre des monuments historiques
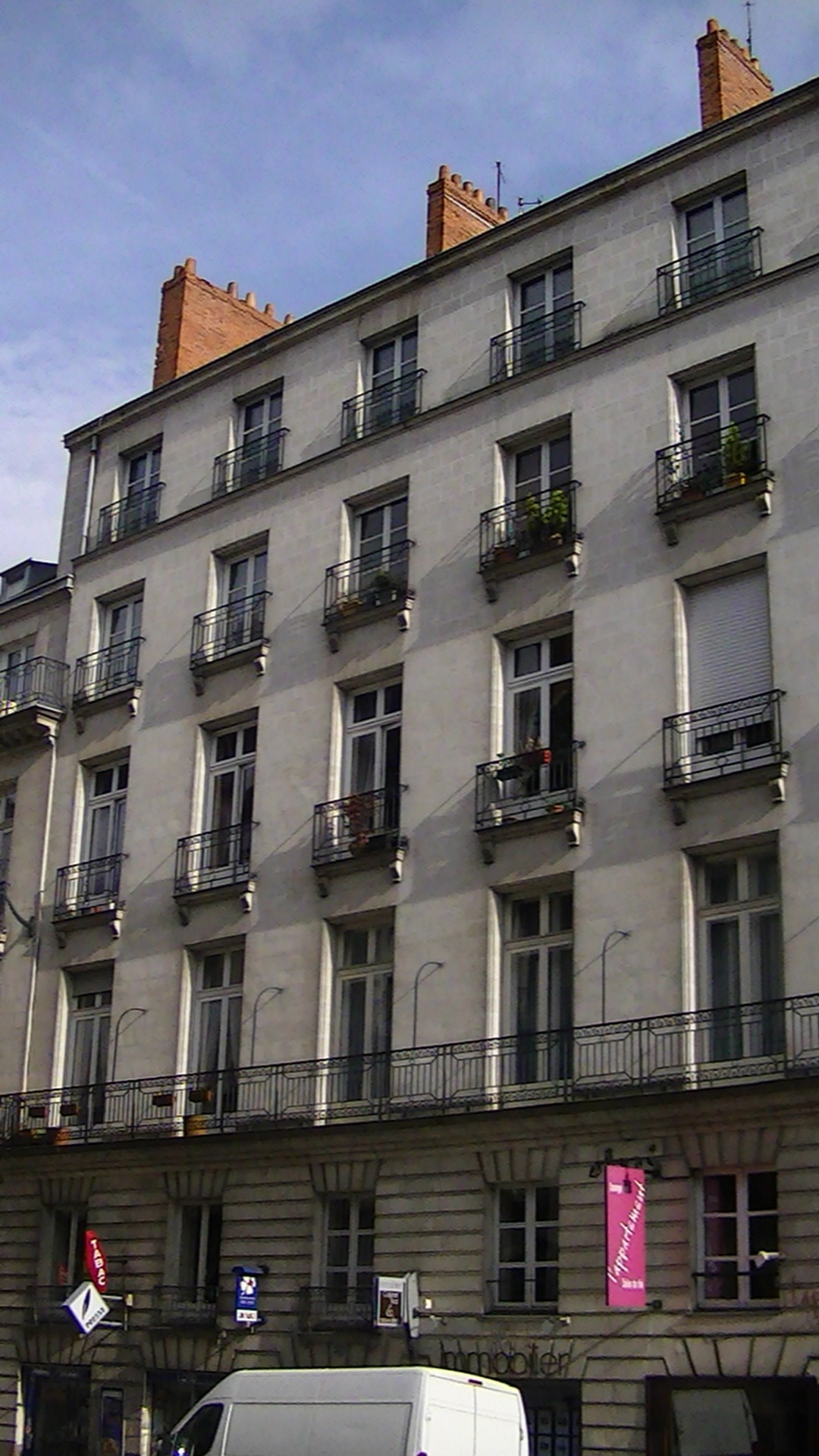
no 1
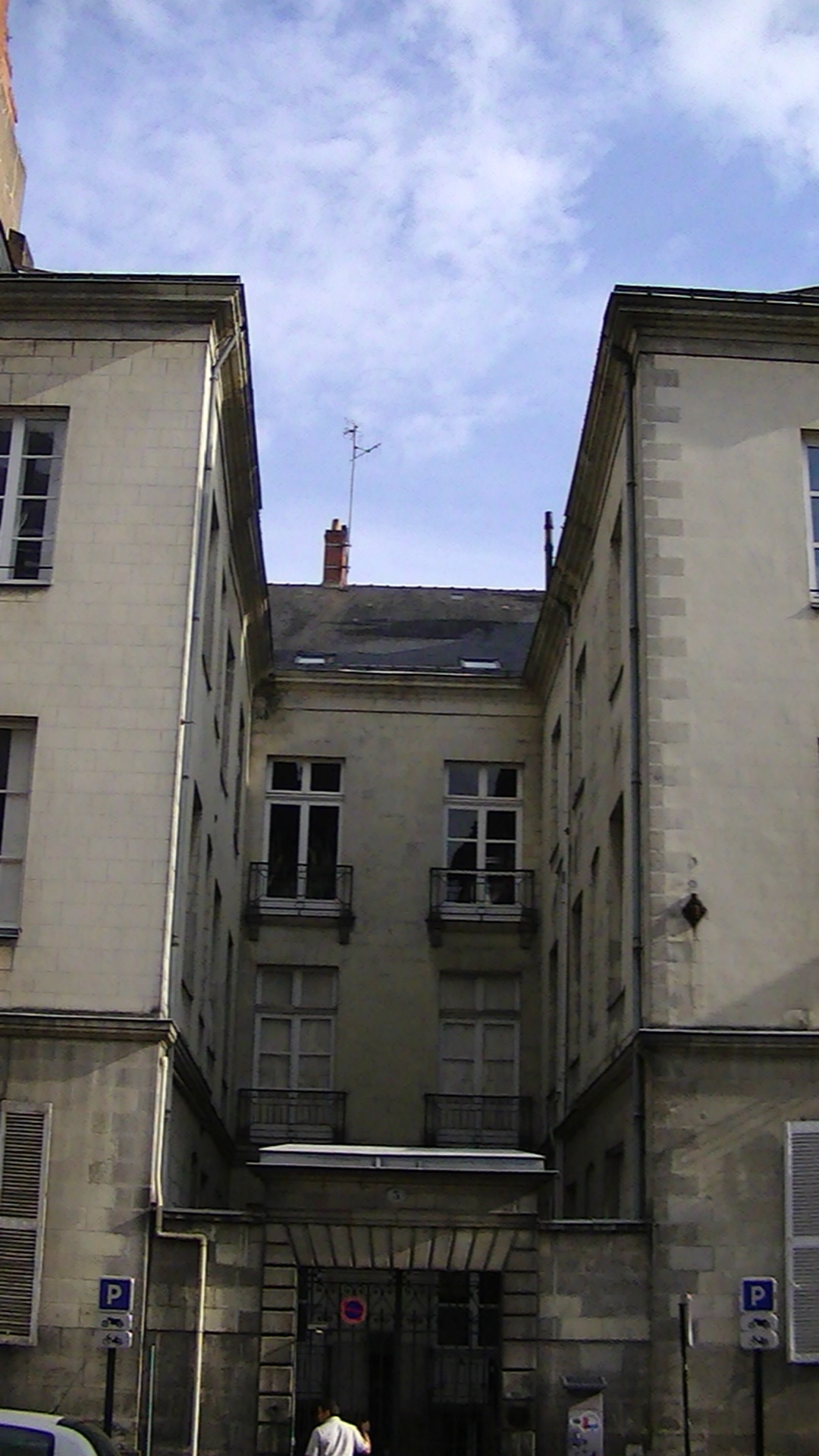
no 3
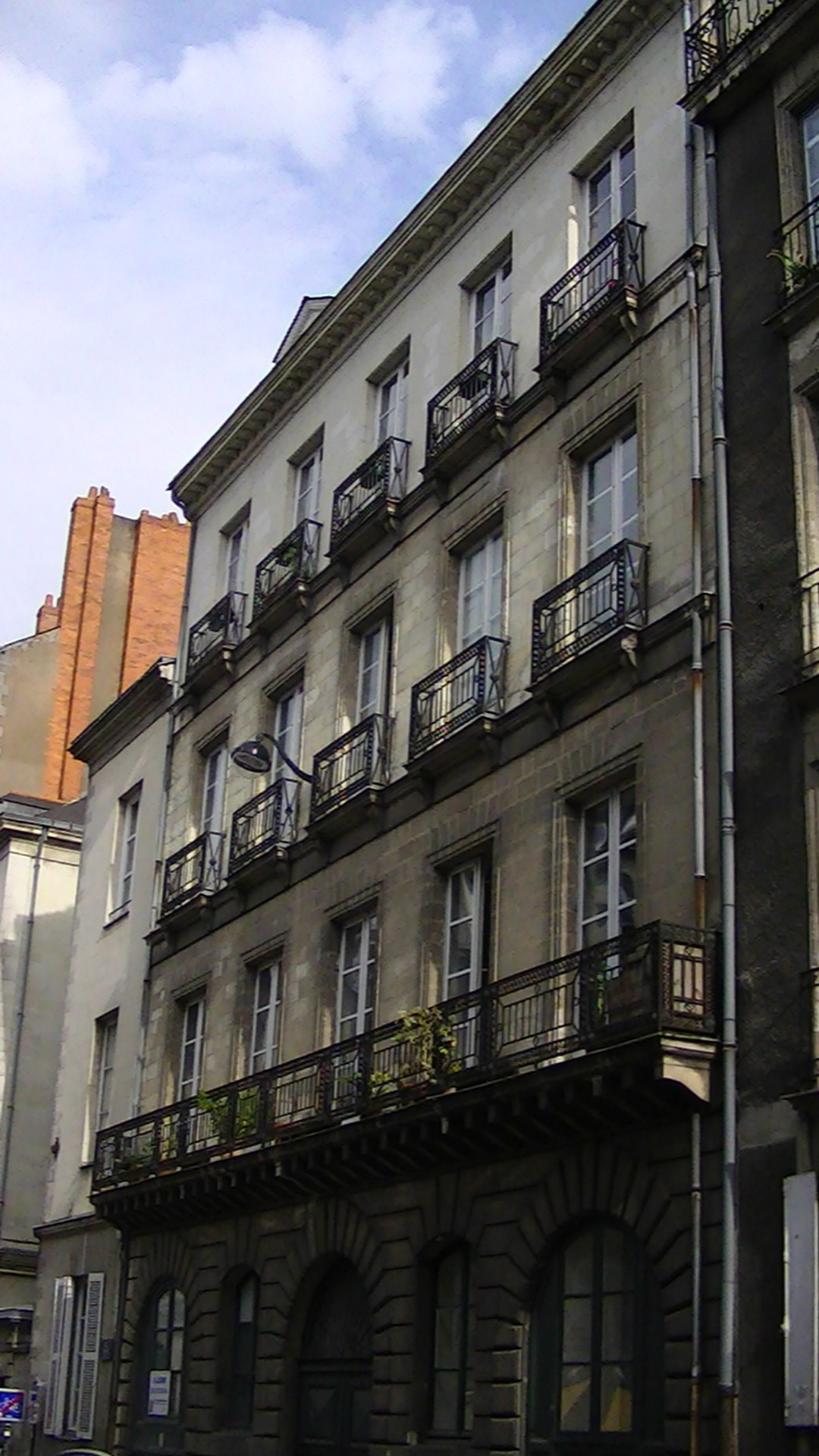
no 5
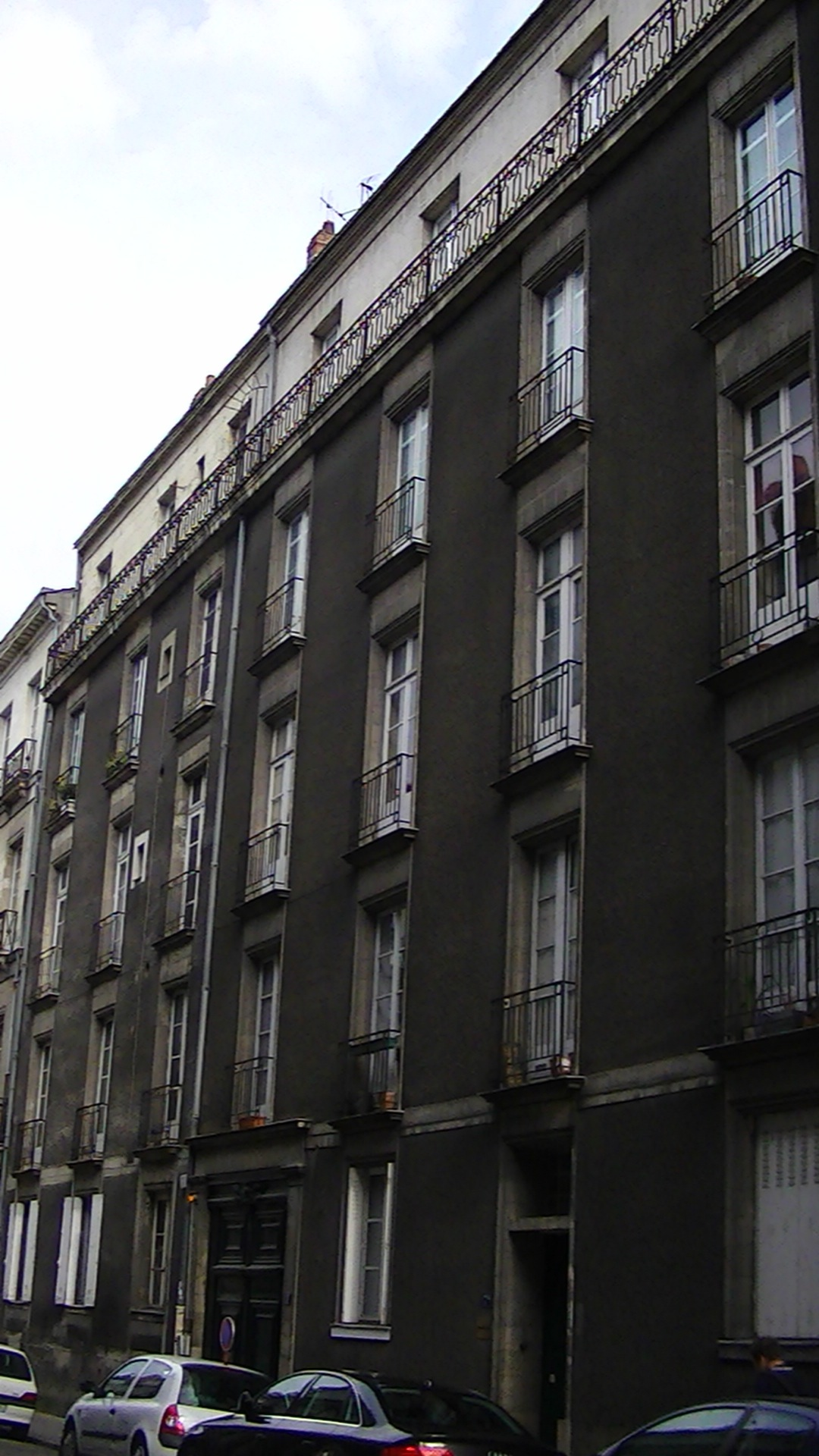
no 7
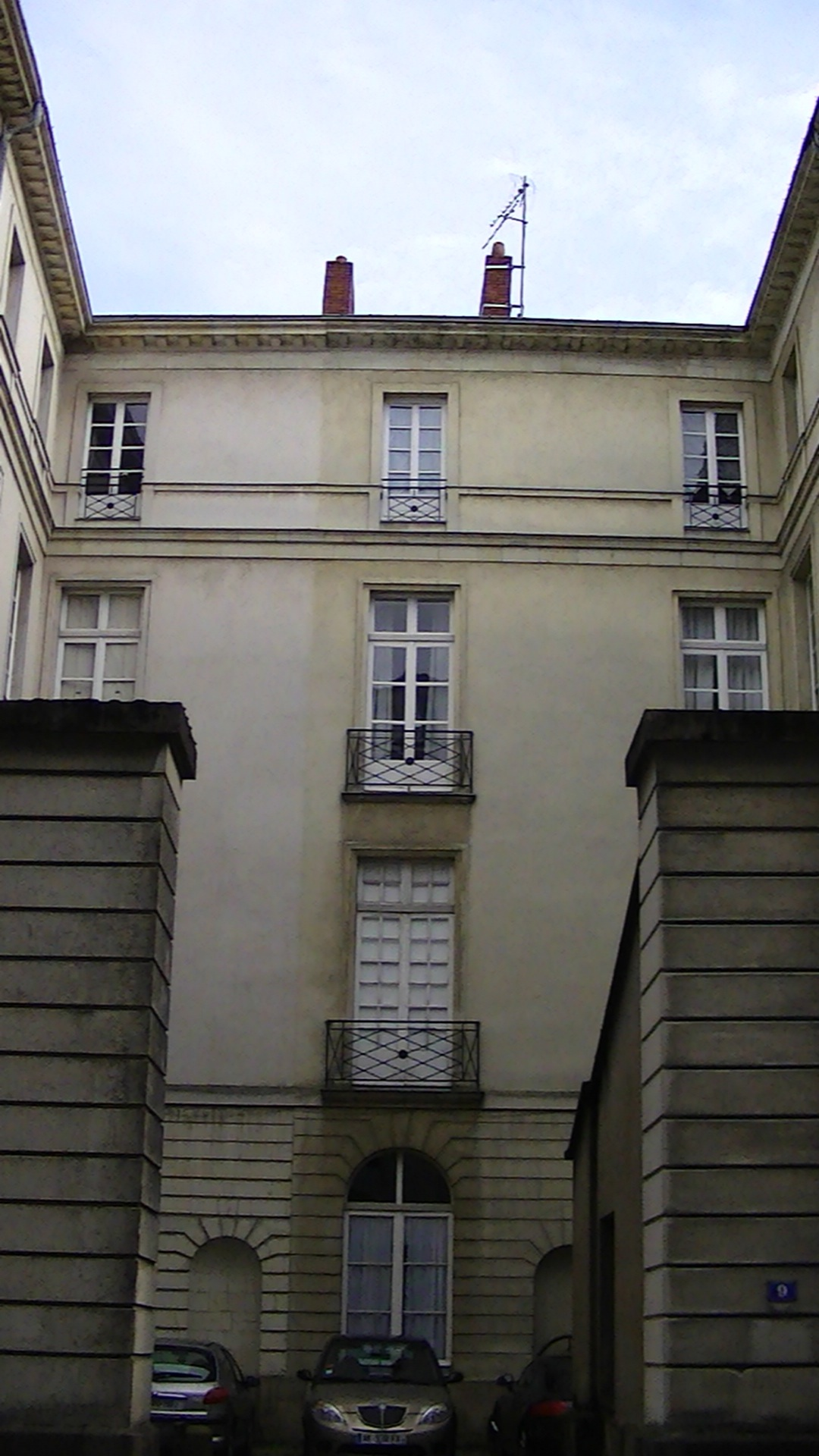
no 9
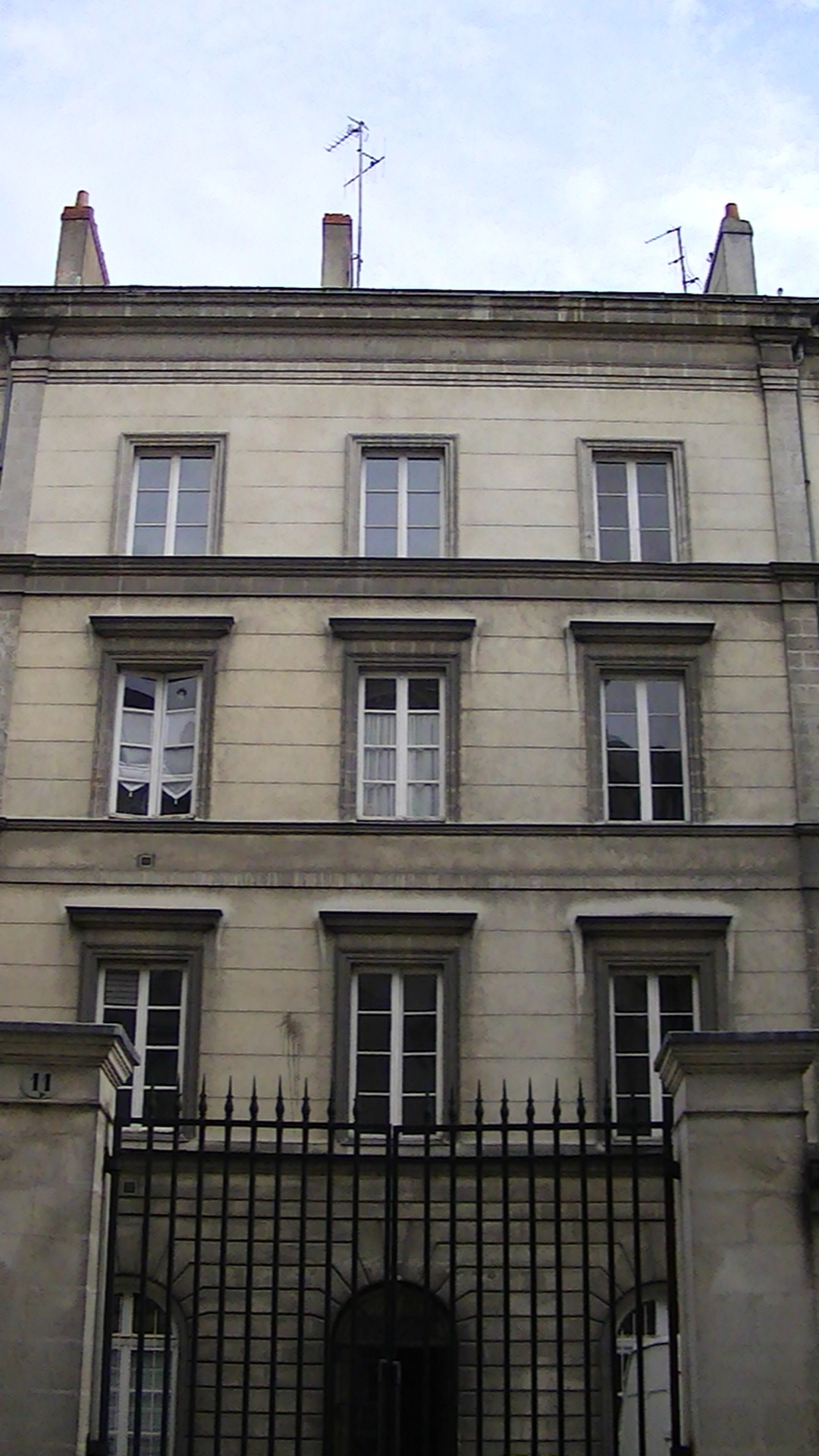
no 11
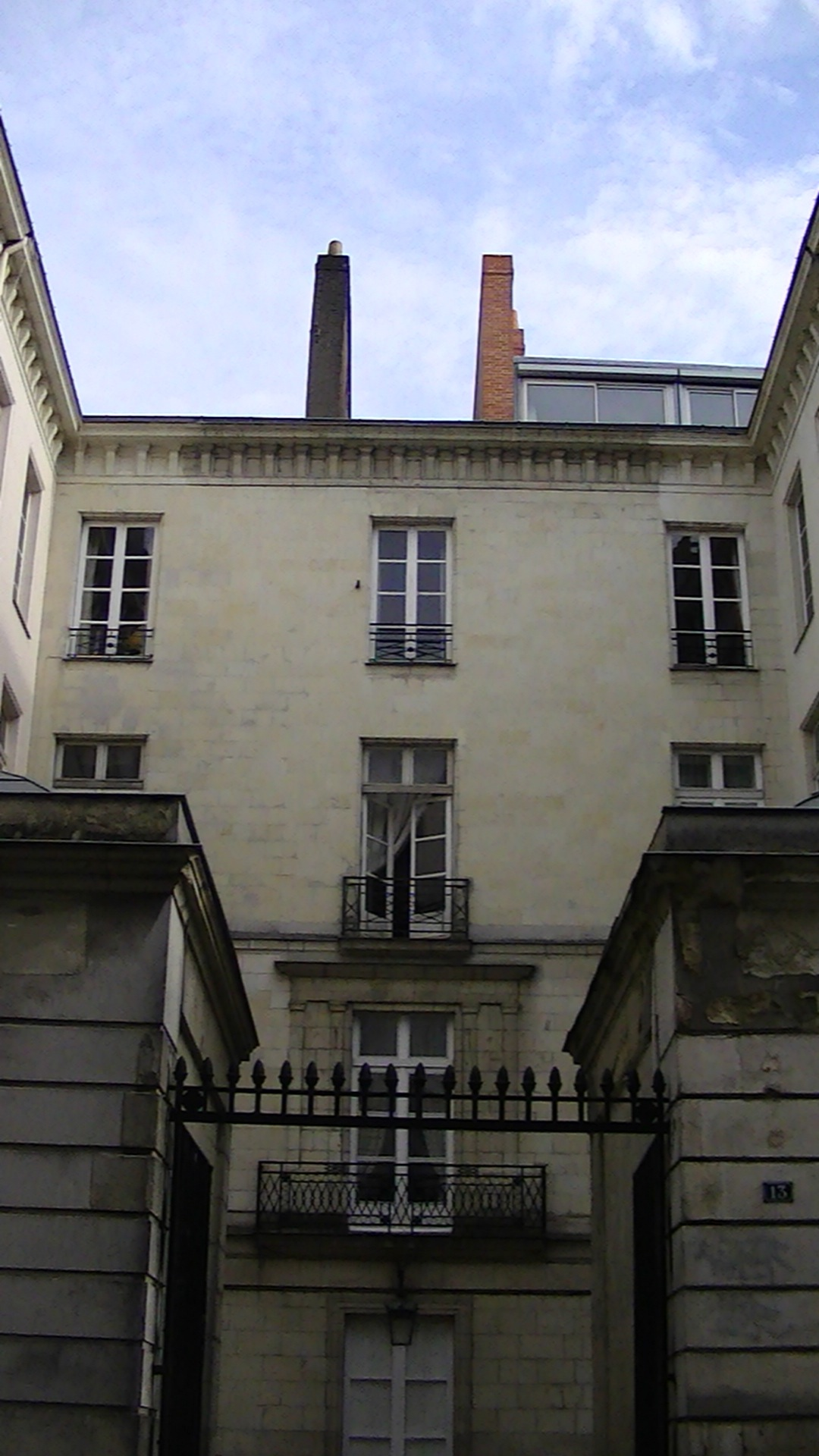
no 13
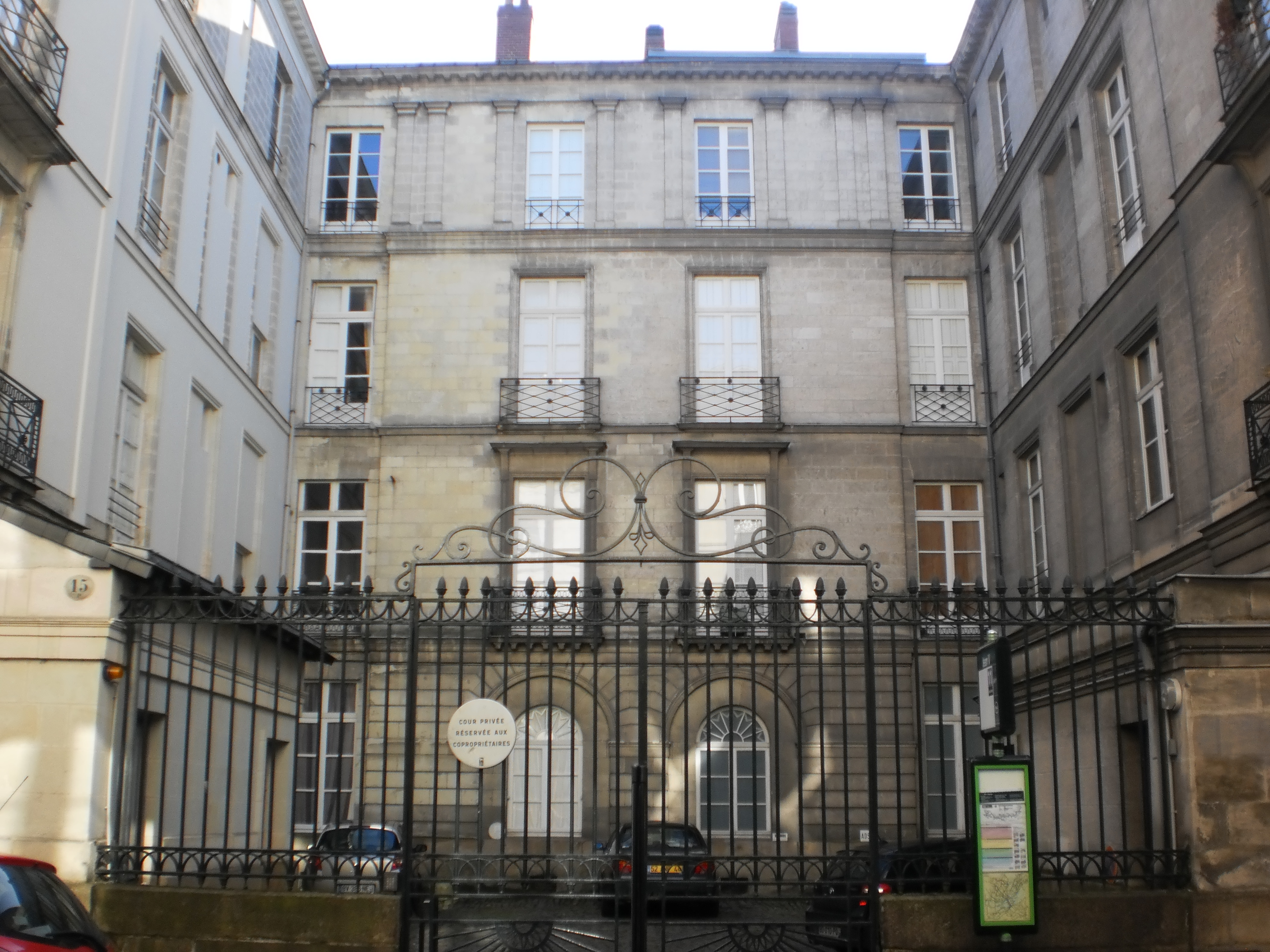
no 15